# Lexikographisches Institut Miroslav Krleža
Das Lexikographische Institut „Miroslav Krleža“ (kroatisch Leksikografski zavod „Miroslav Krleža“, kurz LZMK) ist das nationale lexikografische Institut Kroatiens mit Sitz in der kroatischen Hauptstadt Zagreb. Es ist Rechtsnachfolger des Jugoslawischen Lexikographischen Instituts.
Hauptziel dieser öffentlichen wissenschaftlichen Institution ist es die Enzyklopädik und Lexikographie zu entwickeln und fördern sowie die Erweiterung der Sprachwissenschaften aufzubauen und dokumentieren. Schwerpunkte der Tätigkeiten des Instituts sind die Datensammlung, deren Bearbeitung und Überprüfung sowie Feststellung der lexikographischen und enzyklopädischen Standards, Sprachforschung, Editionsvorbereitung und Buchverlegung.

## Geschichte
Das Institut wurde 1950 auf Anregung des Schriftstellers Miroslav Krleža in Zagreb gegründet. Bis Ende des Jahres 1990 zog das Institut innerhalb von Zagreb um. Aufgrund einer Verordnung der Kroatischen Regierung vom 16. Februar 1991 wurde das Institut umgestaltet und -benannt.

## Ausgewählte Veröffentlichungen
In seiner Geschichte veröffentlichte das Institut verschiedene Enzyklopädien, Lexikone, Wörterbücher, Atlanten und Bibliografien. Insgesamt wurden bisher mehr als 250 Editionen herausgegeben.

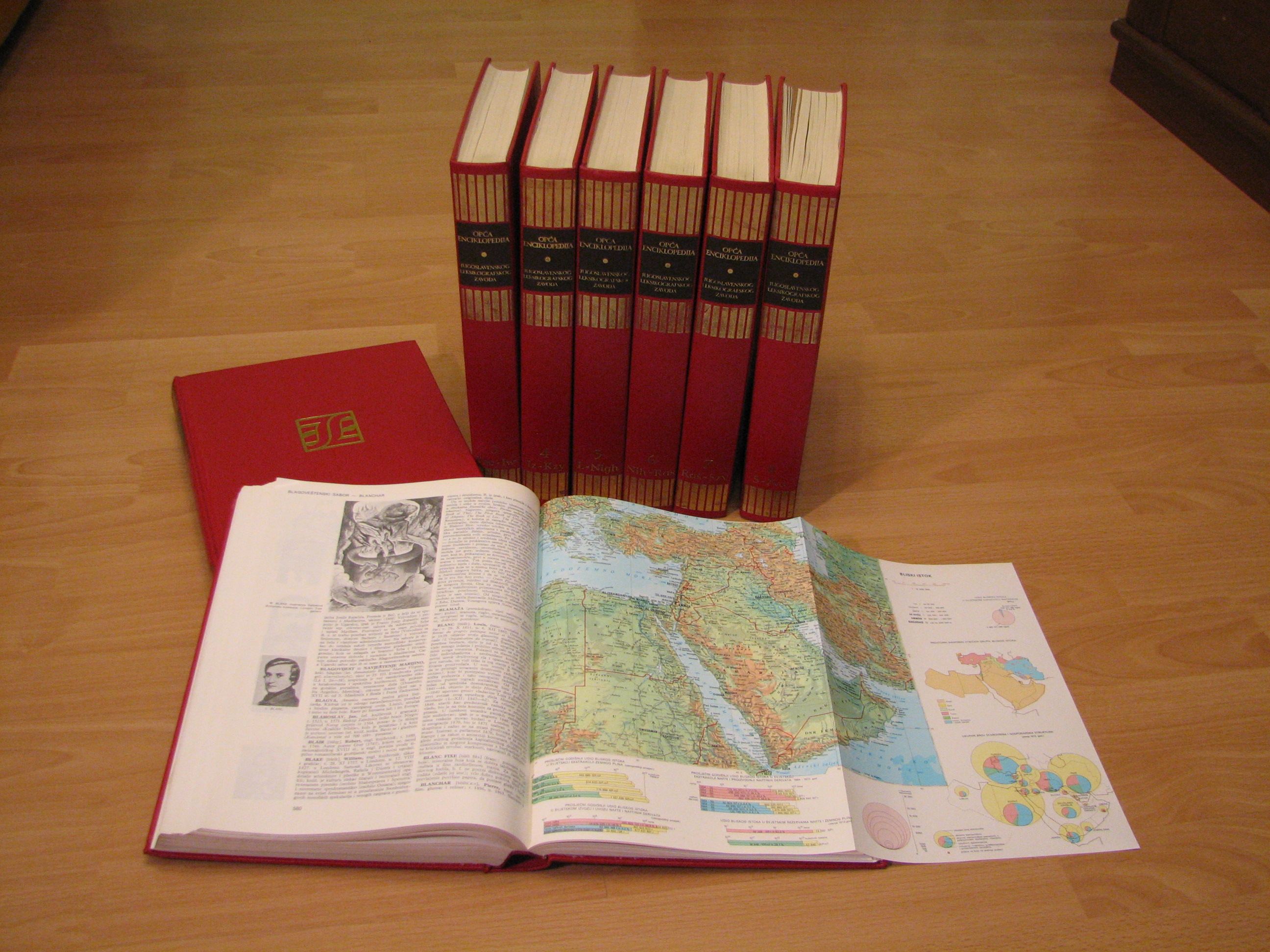
Allgemeine Enzyklopädie
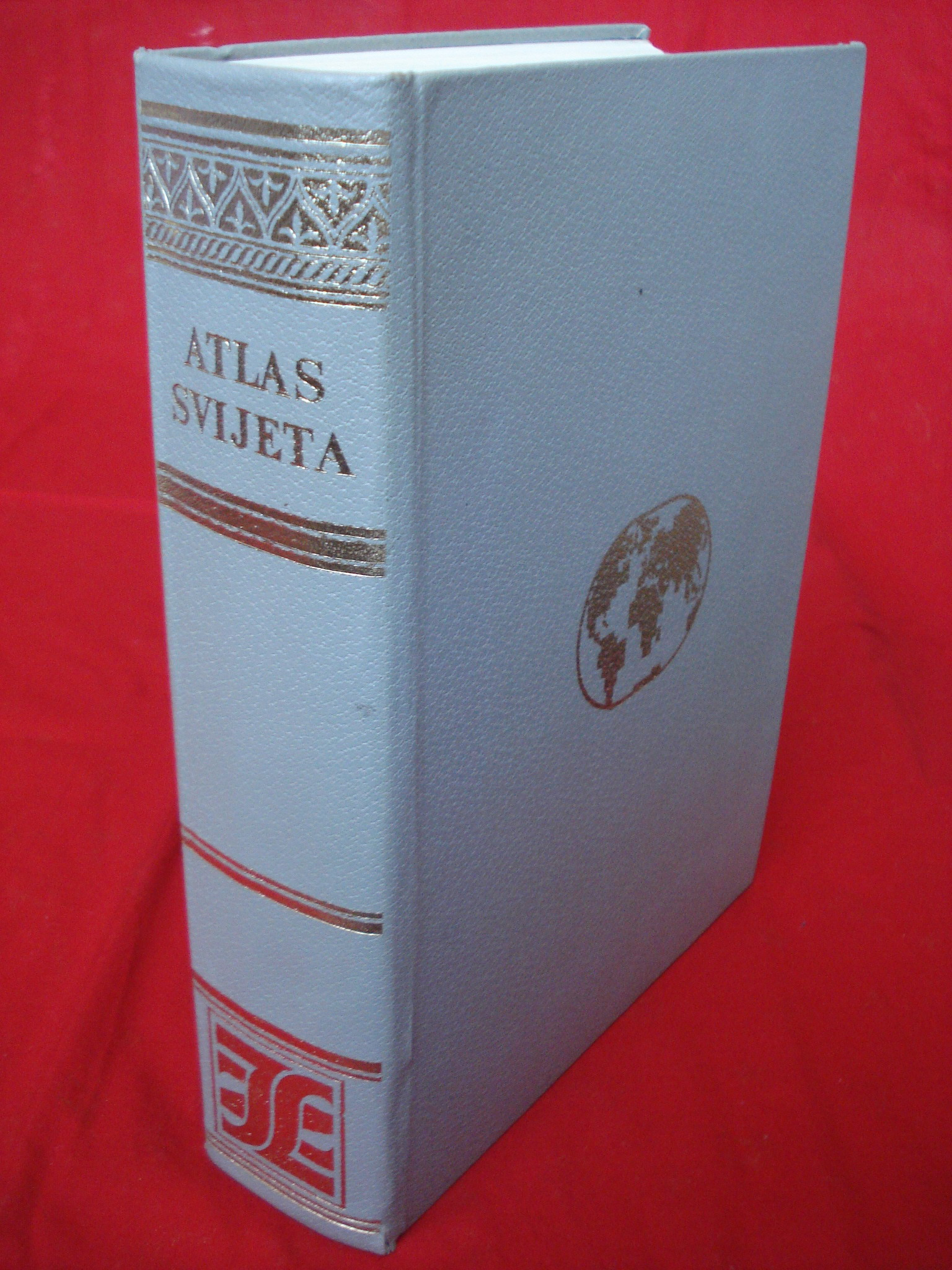
Weltatlas